# Dactylanthus antarcticus
Dactylanthus antarcticus är en havsanemonart som först beskrevs av Clubb 1908.  Dactylanthus antarcticus ingår i släktet Dactylanthus och familjen Preactiidae. Inga underarter finns listade i Catalogue of Life.